# 정원의 여인
정원의 여인(프랑스어: Femme au jardin ) 또는 정원의 잔마르그리트 르카드르(영어: Jeanne-Marguerite Lecadre in the Garden)는 프랑스 인상주의 화가 클로드 모네의 1866년 유화 작품이다.
클로드 모네가 26세의 청년이었을 때 그린 작품으로, 82 x 101cm의 비교적 큰 크기의 캔버스를 가지고 야외에서 즉석으로 그린 것이다. 현재 러시아 상트페테르부르크의 에르미타시 박물관에 소장되어 있다.
그림 속의 여성은 모네의 부유한 사촌이었던 폴외젠 르카드르 (Paul-Eugene Lecadre)의 젊은 아내인 잔마르그리트 르카드르 (Jeanne-Marguerite Lecadre)이다. 르카드르는 르아브르에 거주하였으며 생타드레스 (Sainte-Adresse) 근처에 '르 코토' (Le Coteau)라는 이름의 시골별장을 갖고 있었다. 이 그림은 모네가 그 별장을 잠깐 방문할 당시에 그린 작품이다. 다만 엑스레이로 그림을 분석한 결과, 이전에 한번 그렸던 그림을 덮고 난 뒤에 완성한 것으로 밝혀졌다.
모네의 초기작인 만큼 후대의 전형적인 인상주의 작품과는 달리 상당히 구성적이고 세밀한 묘사를 보이고 있다. 좌측에 배치된 잔마르그리트, 중앙에 배치된 선명한 빨간색 장미덤불, 우측에 배치된 꽃 덤불의 세가지 요소가 질서정연한 구도를 이루고 있으며, 잔마르그리트의 밝은 흰색 드레스는 꽃밭과 나무로부터 나오는 빨간색과 분홍색, 녹색밭과 생생한 대조를 이루고 있다. 이러한 맥락에서 모네가 평생 동안 집중하게 될 자연 속 꽃과 정원이라는 주제의 서막을 알린 작품으로도 볼 수 있다.

## 같이 보기
- 클로드 모네의 작품 목록